# 36e bataillon de chars de combat
Le 36e bataillon de chars de combat (36e BCC) est une unité de l'armée française créée en 1939 ayant participé à la Seconde Guerre mondiale. 

## Historique

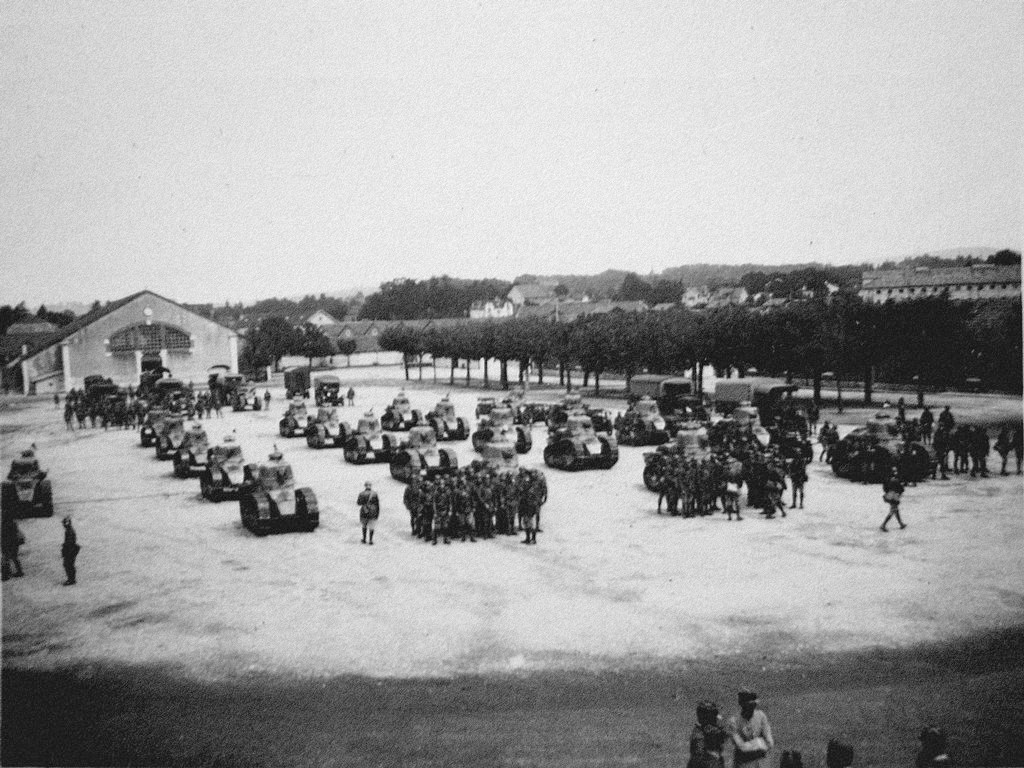
Chars FT du à Besançon en 1932. Certains rejoindront le 36e en 1939.

Le 36e bataillon de chars de combat est créé en septembre 1939 par le centre mobilisateur no 506 de Besançon avec des éléments du 506e régiment de chars de combat, de l'école des chars et des réservistes. Équipé de 63 chars Renault FT de l'autre guerre, il est commandé par le commandant Rousselot et rattaché administrativement au groupe de bataillons de chars de combat 516. Il est affecté à la VIIIe armée.
Le bataillon rentre en Belgique au moment de l'offensive allemande et participe à la bataille de Gembloux. Il défend les ponts sur la Marne le 21 mai. Relevé le 22, il part dans l'Aisne.  
Il est placé en première ligne dans la région du canal de l'Ailette et du Chemin des Dames avec les 7e, 87e et 28e division d'infanterie,,. Le 5 juin, il fait face à l'offensive allemande avec désespoir malgré la disproportion des moyens et son matériel périmé. Il est renforcé par un Hotchkiss H39 et une AMR. Les restes du bataillons se replie sur Montgobert ayant perdu tous ses chars. 
Après l'armistice, le bataillon est dissout. Durant la campagne, il a perdu 115 hommes et tous ses chars. Il recevra la croix de guerre pour son action dans la campagne.

## Insigne
L'insigne du bataillon est resté à l'état de projet (jusqu'en 2015). Sa description, selon la notice d'époque, est la suivante : heaume broché or sur un fond vert et couleurs bisontines. Couleurs bisontines : noire, jaune, rouge. Étoile or de l’école des Chars sur fond vert.

## Personnalités ayant servi au sein du bataillon
- Henri Malin, compagnon de la Libération[7]

## Référence
1. 1 2 3 4  « Journal des marches et opérations du 36e bataillon de chars de combat », sur Chars Français (consulté le 10 août 2020)
2. ↑  « La 2e Compagnie du 36e Bataillon de Chars de Combat sur l'Ailette, mai-juin 1940 », sur 18erta1940.free.fr (consulté le 11 août 2020)
3. ↑  Frédéric Gondron, « Les combats de 1940 sur l’Ailette – Picardie 1939-1945 », sur picardie-1939-1945.org, 10 janvier 2016 (consulté le 11 août 2020)
4. ↑  François Sinibaldi, Claude Aïcardi et Henri Azema, « Historique du 36e Bataillon de Chars de Combat (BCC) », sur cavaliers.blindes.free.fr (consulté le 10 août 2020)
5. ↑  « Insigne du 36ème bataillon de chars de combat », sur museedesblindes.fr (consulté le 11 août 2020)
6. ↑  Notice no 71 par le général commandant l'armée
7. ↑  « Henri MALIN », sur Musée de l'Ordre de la Libération (consulté le 11 août 2020)